# Lufubu (Tanganjikasee)
Der Lufubu ist ein Fluss in Sambia. Er ist einer der großen Zuflüsse des Tanganjikasees.

## Verlauf
Der Fluss hat seine Quelle Im Distrikt Mpulungu. Sie liegt direkt an der Grenze zum Distrikt Lunte, an der Straße D20, etwa 65 km südöstlich von Mporokoso. Der Fluss verläuft zunächst für etwa 30 km in östliche Richtung und schwenkt dann in einem Bogen nach Nord Nordwest. Nach insgesamt etwa 100 km knickt er nach Osten ab, um nach weiteren knapp 50 km wieder in nördliche Richtungen zu drehen. Knapp 50 km weiter mündet der Mukotwe, sein größter Nebenfluss, der Mukotwe, von links. Hier dreht der Lufubu erneut und fließt in nordöstliche Richtung seiner Mündung in den Tanganjikasee entgegen.

## Hydrometrie
Die Abflussmenge des Lufubu wurde am Pegel Keso Falls, bei gut der Hälfte des Einzugsgebietes, zwischen 1963 und 1992 in m³/s gemessen.

## Umwelt
Der Lufubu durchfließt den Nsumbu-Nationalpark und bildet mit seinem Unterlauf einen Teil der Südgrenze des Parks. In dem Fluss leben die endemischen Buntbarscharten Orthochromis indermauri und Lufubuchromis relictus.